# Siphonidia
Siphonidia es un género de foraminífero bentónico de la familia Pegidiidae, de la superfamilia Discorboidea, del suborden Rotaliina y del orden Rotaliida. Su especie tipo es Siphonidia aurantiata. Su rango cronoestratigráfico abarca el Holoceno.

## Clasificación
Siphonidia incluye a la siguiente especie:
- Siphonidia aurantiata